# Jan van Engelenburg
Jan van Engelenburg (Nijmegen, 21 november 1878 – Amsterdam, 14 januari 1956), zoon van Lambertus Cornelis van Engelenburg, was een Nederlandse militair, bankier, directeur van de Nijmeegsche Bankvereeniging Van Engelenburg & Schippers en voorzitter van de Kamer van Koophandel Nijmegen.

## Persoonlijk
Na een carrière bij de Koninklijke Marine als officier ging Jan van Engelenburg werken als commissaris bij de Hypotheekbank Holland-Amerika. Tussen 1906 en 1918 ging hij een vennootschap aan met zijn vader Lambertus Cornelis van Engelenburg, Jan Schippers en Paul Hendrik Soeters. In 1908 trouwde hij met Anna Margaretha Santman. Zij kregen vier kinderen, van wie er drie vroegtijdig overleden. Na het overlijden van zijn echtgenote trouwde hij in 1942 met Frances Brecht.

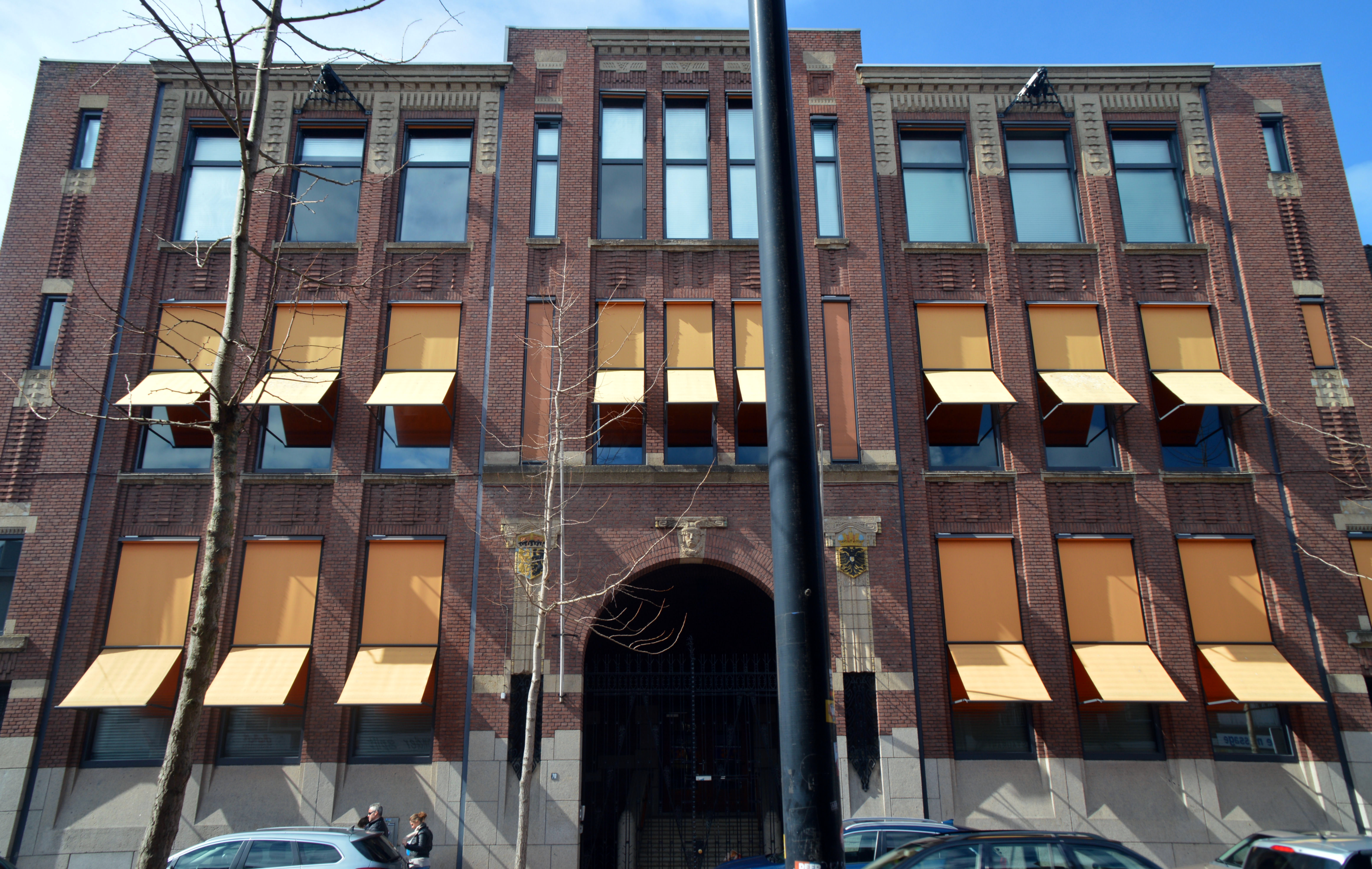
Nijmeegsche Bankvereeniging Van Engelenburg & Schippers

## Nijmeegsche Bankvereeniging Van Engelenburg & Schippers
In 1919 volgde Jan van Engelenburg zijn vader, na diens overlijden, op als directeur van de Nijmeegsche Bankvereeniging Van Engelenburg & Schippers. Hij bleef directeur na de overname door de Twentsche Bank N.V. en bleef er tot 1944 werkzaam.

## Kamer van Koophandel

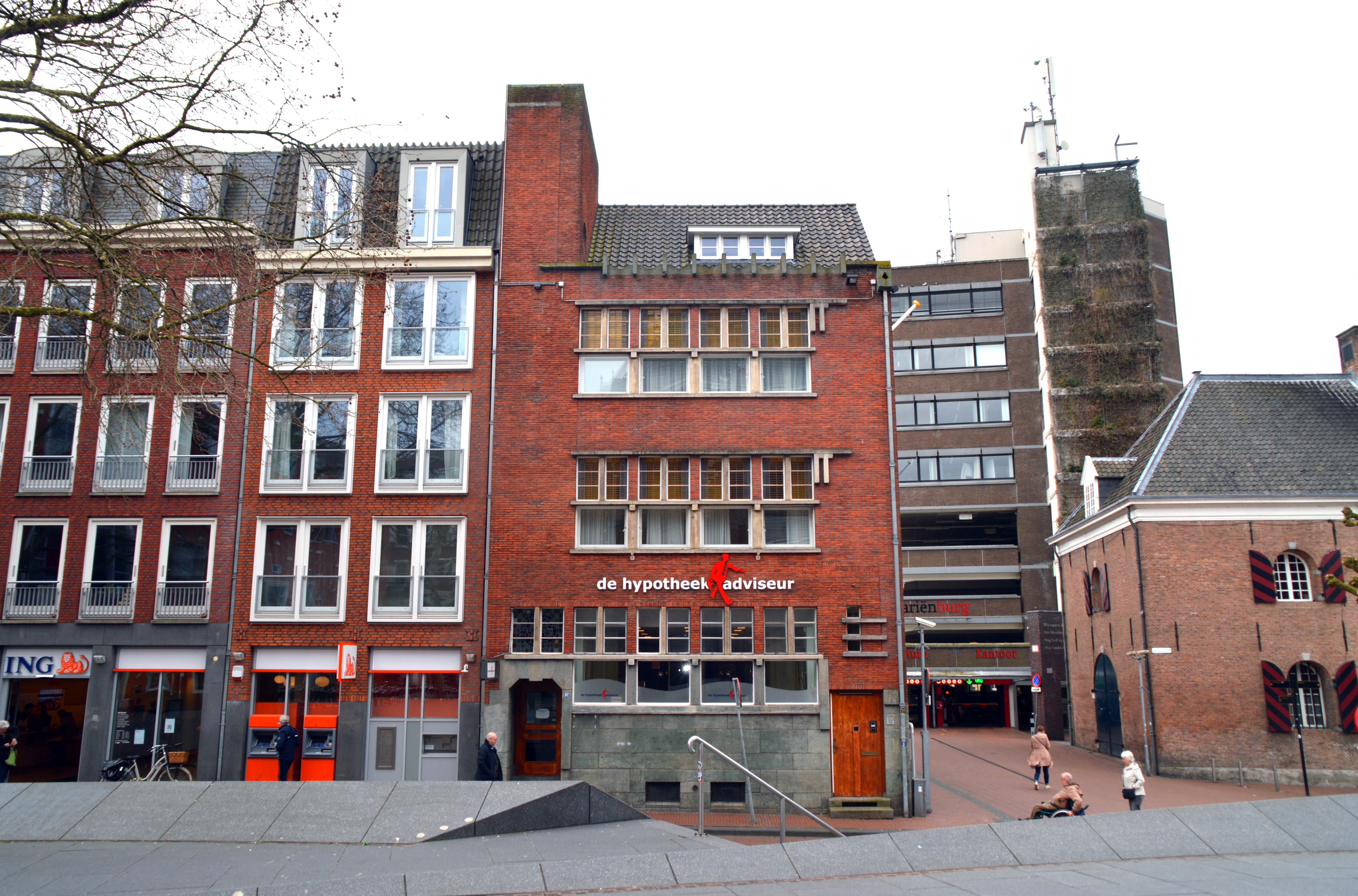
Voormalig gebouw Kamer van Koophandel Nijmegen

Vanaf september 1919 was Van Engelenburg lid van de Kamer van Koophandel Nijmegen en vanaf 1924 trad hij op als voorzitter. Van Engelenburg zette zich als voorzitter in voor de snelweg Arnhem-Nijmegen A325 en de bouw van de Waalbrug. Op 2 april 1932 plaatste hij de eerste (hoek)steen van het nieuwe gebouw van de Nijmeegse Kamer van Koophandel aan de Mariënburg 88. Bij zijn afscheid in 1935 werd hij geridderd.

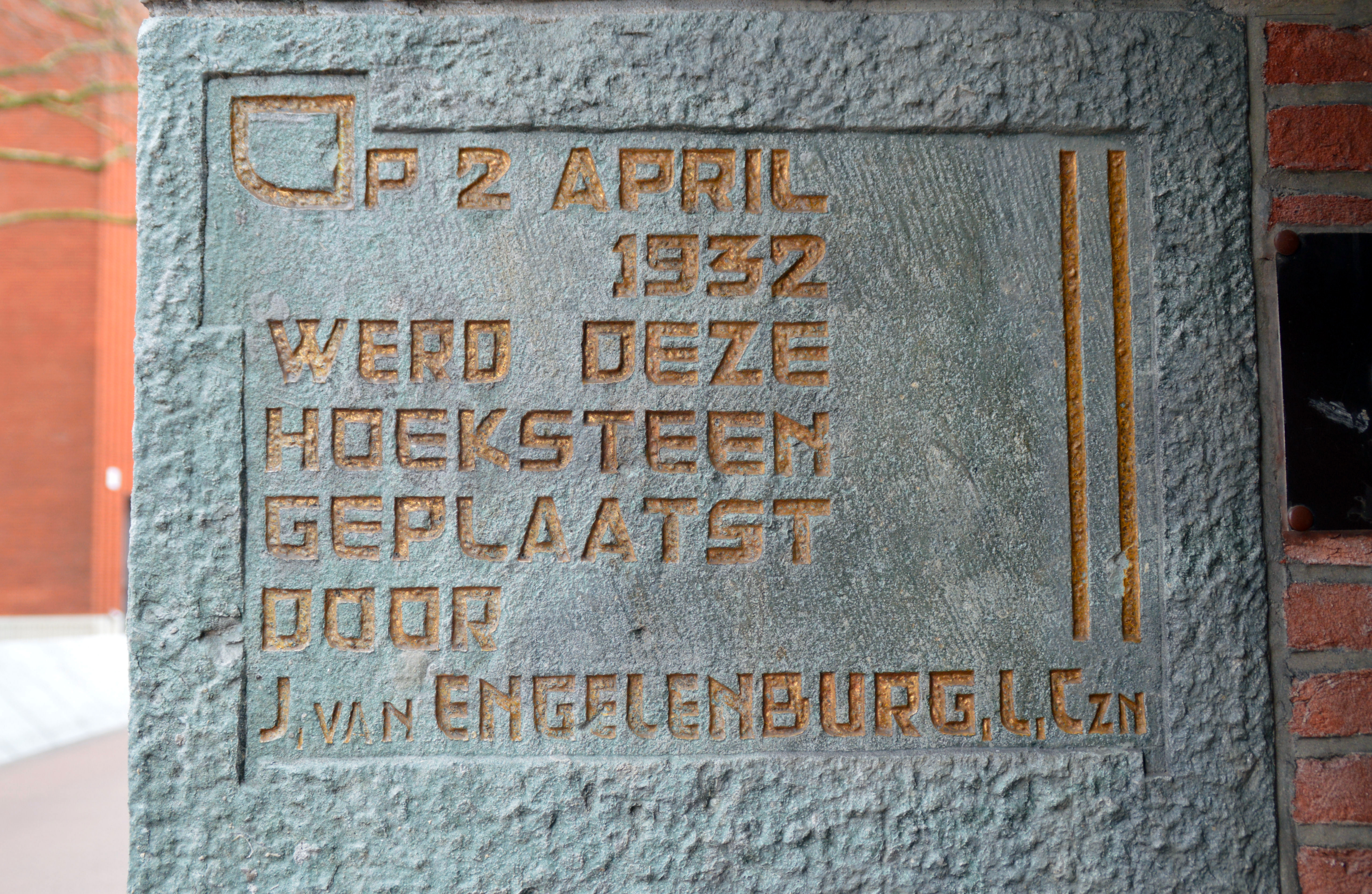
Eerste hoeksteen geplaatst door Jan van Engelenburg

## Reddingboot 'Jan van Engelenburg'
Uit de nalatenschap van zijn tweede vrouw Frances Engelenburg-Becht werd een reddingboot van het Johannes Frederik-type bekostigd. Deze reddingsboot met de naam KNRM Jan van Engelenburg werd in 1990 gedoopt door de achterkleindochter van Jan van Engelenburg, mevrouw Inge van Engelenburg. De Jan van Engelenburg was van 1990 tot 1999 gestationeerd op reddingstation Terschelling, vervolgens reddingstation Scheveningen en na een uitgebreide revisie beschikbaar voor het reddingstation te Hansweert.

## Nevenfuncties
- Lid van de Trans-Atlantische vereniging.
- Commissaris bij de Spaarbank van 1850.